# 藤江均
藤江 均（ふじえ ひとし、1986年1月27日 - ）は、大阪府堺市出身の元プロ野球選手（投手）、元コーチ。右投右打。

## 経歴

### プロ入り前
上宮太子高等学校卒業後の2004年から、父の勧めで、当時地元の堺市に拠点を置いていたNOMOベースボールクラブに入部。昼はチームスポンサー企業のマルハンでアルバイトをして夜に練習するという生活を送る。入部1年目に野茂英雄から直々にフォークボールを教わり、実力が開花した。
在籍2年目の2005年にはチームのエースとなり、都市対抗野球の近畿2次予選で松下電器を相手に5-3で完投勝ちを収めるなどの活躍し、NOMOクラブの都市対抗初出場に大きく貢献する。同年全日本クラブ野球選手権大会でも初出場初優勝に貢献して最優秀選手賞を獲得、2006年にはチームを社会人野球日本選手権初出場に導いた。
2007年からは東邦ガスに移籍する。主に抑えを務めたが、2008年の都市対抗野球では先発して2試合を1人で投げ抜き、投球回数20回1/3で2失点、奪三振27と好成績を残し、チームの66年ぶりの都市対抗勝利に貢献。優秀選手賞（投手部門）を獲得した。この年のドラフト会議で横浜ベイスターズに2位で指名され入団。

### 横浜・DeNA時代
2009年には、5月5日にプロ入り後初の出場選手登録を果たすと同月7日の対読売ジャイアンツ戦（東京ドーム）に先発投手として一軍デビュー。同期で入団した細山田武史とのバッテリーで、6回2/3を投げて6被安打、奪三振4、自責点1に抑えた。横浜の新人選手によるバッテリーが一軍公式戦に出場した事例は横浜大洋ホエールズ時代の1989年に、石井忠徳（後の石井琢朗、当時は投手）と谷繁元信が10月16日の対阪神タイガース戦（阪神甲子園球場）でバッテリーを組んで以来であった。なお、ファームチームの湘南シーレックスでは、イースタン・リーグ公式戦で防御率1.97、勝利数9、勝率.750を記録。リーグ最優秀防御率・最多勝利投手賞・勝率1位・優秀投手の4タイトルを獲得した。
2010年には、プロ入り後初めて開幕を一軍でスタート。3月28日の対阪神戦（京セラドーム大阪）に先発すると、5回1/3を3安打1失点に抑えて、一軍公式戦での初勝利を挙げた。シーズン通算では一軍公式戦で2勝3敗1ホールドを記録したが、防御率は7.52にまで達した。
2011年には、救援投手として一軍へ定着。公式戦47試合の登板で3勝0敗、15ホールド、防御率1.58を記録した。
2012年には、一軍のセットアッパーとしてプロ入り後自己最多の52試合に登板。10月3日の対東京ヤクルトスワローズ戦（横浜）で一軍初セーブを挙げたほか、チーム2位の21ホールドを記録した。同月7日の対巨人戦（東京ドーム）では、10回裏に矢野謙次を迎えた場面で登板した。しかし初球でサヨナラ本塁打を喫したため、NPB史上25度目（24人目）の公式戦1球敗戦投手になった。チームもこの敗戦によって、同ドームの巨人戦で1勝も挙げられずにシーズンを終えている。
2013年には投手キャプテンに就任。公式戦の開幕に出遅れた影響などで一軍公式戦への登板数は25試合にとどまったが、3勝1敗7ホールド、防御率1.27、WHIP0.88、被本塁打0という成績を残した。
2014年には、一軍公式戦16試合で1勝1敗1ホールドを記録した。だが、10月3日に球団から戦力外通告を受けた。

### 楽天時代
DeNAからの戦力外通告後は、12球団合同トライアウトへの参加を見送る一方でトライアウト翌日（2014年11月11日）に東北楽天ゴールデンイーグルス秋季キャンプの入団テストへ参加。藤江もこのテストに合格したため、終了後に入団契約を結んだ。背番号は98。なお、同年12月30日放送の『プロ野球戦力外通告・クビを宣告された男達』（TBSテレビ制作）では、戦力外通告の直後から楽天への入団が決まるまでの藤江の様子に密着した取材の模様が紹介された。
2015年には、公式戦開幕直後の3月31日に移籍後初の出場選手登録を果たす。4月には一軍の公式戦2試合に登板したが、いずれも失点を喫したため16日の登録抹消後は登板の機会がなかった。10月2日に球団から自身2度目の戦力外通告を受けた。

### 楽天退団後
11月10日に打者3人に対するシートバッティング形式の12球団合同トライアウト（草薙球場）へ初参加、白根尚貴から左中間フェンス直撃の三塁打を浴びる一方で角晃多から空振りで三振を奪った。MLBのサンディエゴ・パドレスでは、藤江のこの結果を受けて11月22日に高知東部球場で開催した日本国内初のトライアウトに招待選手として藤江を参加させた。
前述したトライアウトではパドレスとの契約には至らなかったが、「いずれ野球を辞めるにしても、身体が動くうちにアメリカの野球を経験したい」として2016年にはアメリカでの独立リーグでの現役続行を模索した。同年3月29日には、MLBの球団とマイナー契約を結ぶことを目標にアトランティック・リーグのランカスター・バーンストーマーズと契約した。
2016年11月28日、現役引退を発表。なお、米独立リーグ時代の成績は22試合26回を投げて1勝0敗、3奪三振、防御率は4.50の成績を残した。

### 現役引退後
2016年12月から兄とともに投資した大阪市浪速区の焼き肉店「焼肉39ゴリラ」を経営。
2018年9月18日、独立リーグの関西独立リーグに2019年より参加する堺シュライクスのコーチに就任することが発表された。コーチ就任後も焼き肉店経営を継続している。
その後、2021年限りでの堺シュライクスのコーチ退任が発表された。

## プレースタイル
ストレートの平均球速は平均程であるが、被打率.213を記録（2011年）している。スライダー、シュート、2種類のスプリットを持つ。

## 詳細情報

### 年度別投手成績
| 年 度     | 球 団     | 登 板 | 先 発 | 完 投 | 完 封 | 無 四 球 | 勝 利 | 敗 戦 | セ 丨 ブ | ホ 丨 ル ド | 勝 率 | 打 者 | 投 球 回 | 被 安 打 | 被 本 塁 打 | 与 四 球 | 敬 遠 | 与 死 球 | 奪 三 振 | 暴 投 | ボ 丨 ク | 失 点 | 自 責 点 | 防 御 率 | W H I P |
| --------- | --------- | ----- | ----- | ----- | ----- | -------- | ----- | ----- | -------- | ----------- | ----- | ----- | -------- | -------- | ----------- | -------- | ----- | -------- | -------- | ----- | -------- | ----- | -------- | -------- | ------- |
| 2009      | 横浜 DeNA | 9     | 7     | 0     | 0     | 0        | 0     | 4     | 0        | 0           | .000  | 178   | 37.1     | 54       | 8           | 10       | 1     | 1        | 24       | 3     | 0        | 31    | 27       | 6.51     | 1.71    |
| 2010      | 横浜 DeNA | 15    | 7     | 0     | 0     | 0        | 2     | 3     | 0        | 1           | .400  | 185   | 40.2     | 54       | 10          | 11       | 0     | 3        | 34       | 1     | 0        | 36    | 34       | 7.52     | 1.60    |
| 2011      | 横浜 DeNA | 47    | 0     | 0     | 0     | 0        | 3     | 0     | 0        | 15          | 1.000 | 181   | 45.2     | 33       | 2           | 12       | 2     | 3        | 41       | 2     | 0        | 8     | 8        | 1.58     | 0.99    |
| 2012      | 横浜 DeNA | 52    | 0     | 0     | 0     | 0        | 3     | 5     | 1        | 21          | .375  | 202   | 49.2     | 37       | 4           | 18       | 2     | 2        | 42       | 2     | 2        | 18    | 18       | 3.26     | 1.11    |
| 2013      | 横浜 DeNA | 25    | 0     | 0     | 0     | 0        | 3     | 1     | 0        | 7           | .750  | 109   | 28.1     | 20       | 0           | 5        | 0     | 1        | 21       | 1     | 0        | 5     | 4        | 1.27     | 0.88    |
| 2014      | 横浜 DeNA | 16    | 0     | 0     | 0     | 0        | 1     | 1     | 0        | 1           | .500  | 73    | 15.1     | 19       | 3           | 6        | 0     | 0        | 14       | 1     | 0        | 12    | 8        | 4.70     | 1.63    |
| 2015      | 楽天      | 2     | 0     | 0     | 0     | 0        | 0     | 0     | 0        | 0           | ----  | 25    | 5.1      | 7        | 0           | 3        | 0     | 0        | 2        | 1     | 0        | 4     | 4        | 6.75     | 1.88    |
| 通算：7年 | 通算：7年 | 166   | 14    | 0     | 0     | 0        | 12    | 14    | 1        | 45          | .462  | 953   | 222.1    | 224      | 27          | 65       | 5     | 10       | 178      | 11    | 2        | 114   | 103      | 4.17     | 1.30    |

- 横浜（横浜ベイスターズ）は、2012年にDeNA（横浜DeNAベイスターズ）に球団名を変更

### 記録
NPB初記録
投手記録
- 初登板・初先発登板：2009年5月7日、対読売ジャイアンツ6回戦（東京ドーム）、6回2/3を1失点[17]
- 初奪三振：同上、1回裏に坂本勇人から空振り三振[17]
- 初勝利・初先発勝利：2010年3月28日、対阪神タイガース3回戦（京セラドーム大阪）、5回1/3を1失点[18]
- 初ホールド：2010年7月17日、対読売ジャイアンツ12回戦（横浜スタジアム）、6回表に3番手で救援登板、1回無失点[19]
- 初セーブ：2012年10月3日、対東京ヤクルトスワローズ24回戦（横浜スタジアム）、7回表に3番手で救援登板・完了、1回無失点[20]

打撃記録
- 初安打：2009年10月7日、対東京ヤクルトスワローズ24回戦（明治神宮野球場）、2回表にユウキから右前安打[21]

NPBその他の記録
- 1球敗戦投手：2012年10月7日、対読売ジャイアンツ24回戦（東京ドーム）、10回裏無死に矢野謙次に左越サヨナラソロ ※史上24人目（25度目）[22]

### 背番号
- 19 （2009年 - 2014年）
- 98 （2015年）
- 6 （2016年）
- 91（2019年 - 2021年）

### 登場曲
- Timati and La La Land ft Timbaland And Grooya『Not All About The Money』
- DJ Khaled ft Akon and B.O.B.『My Life』